# Jeanne Beck
Pour les articles homonymes, voir Beck.
Jeanne Beck est une agricultrice française, née en 1947, élue Miss Normandie 1966, puis Miss France 1967.

## Biographie

### Origine et famille
Jeanne Beck est originaire du Calvados. Issue du monde rural, elle est agricultrice comme ses parents. Ils habitent à Saint-Pierre-du-Mont dans le Calvados.

### Miss Normandie
Une cousine de Jeanne, habitant en ville et habituée à sortir, vient chercher Jeanne à la ferme. Après la traite des vaches celles-ci partent dans une soirée de gala à Quinéville dans la Manche. À peine arrivées, un monsieur attribue un numéro à Jeanne qui se retrouvera sur le podium. Madame de Fontenay incite alors Jeanne à se présenter à l'élection de Miss Normandie 1966 qui a lieu à Luc-sur-Mer dans le Calvados. Jeanne accepte d'être candidate et son père insistera auprès d'un ami pour l'emmener à l'élection. Jeanne est élue Miss Normandie et son titre la qualifie pour l'élection de Miss France 1967 à Enghien-les-Bains en Seine-et-Oise devenu le Val-d'Oise en 1968.
Pour la soirée de l'élection de Miss France, Jeanne doit porter une robe  (qu'elle achètera à Caen) et porter un costume régional normand, trouvé par l'abbé Langlois.
L'après-midi du 31 décembre 1966, Jeanne et les autres Miss régionales sont sur les Champs-Élysées à Paris en costumes folkloriques.

## Miss France 1967

### Élection
Le soir du 31 décembre 1966, Jeanne Beck, Miss Normandie 1966 est, contre toute attente, élue Miss France 1967, à 19 ans, au casino d'Enghien, à Enghien-les-Bains. Jeanne Beck est la deuxième Miss Normandie élue Miss France, 9 ans après Monique Negler. Sa première dauphine est Irène Hell, Miss Alsace et sa deuxième dauphine, Miss Bourgogne (nom inconnu) . 
La presse la surnomme « la fermière » et des photographes parlent d'« élection truquée ». Dans une lettre, le ministre de l'Agriculture Edgar Faure déclare qu'il est « fier de pouvoir féliciter une aussi charmante incarnation de la République ». Pour le journaliste Philippe Bouvard, la nouvelle Miss France a « un regard de vache qui regarde passer les trains ». 
Le lendemain de son élection, Jeanne revient chez ses parents dans leur manoir à Saint-Pierre-du-Mont. Jeanne et sa famille sont filmés par la télévision et des journalistes sont présents pour interviewer Jeanne. Jeanne est également filmée dans la commune voisine de  Grandcamp-les-Bains  (devenue Grandcamp-Maisy en 1972) et sur une plage. Lorsqu'un journaliste demande à la jeune cultivatrice si « elle est une femme moderne », Jeanne Beck répond non car, selon elle, « une femme moderne parle plusieurs langues », ce qu'elle ne maîtrise pas.
Jeanne Beck reconnaît qu'« elle est connue grâce aux journalistes » qui « l'ont aidé à la faire élire Miss France ». Elle pense « rester simple » et ne pense pas faire une carrière dans le cinéma. Elle évoque son futur voyage au Pérou qui a lieu quelques jours après son élection.
Jeanne répond aux sollicitations des  journalistes et photographes qui lui font traire les vaches à la main alors que la famille les trayaient déjà à la machine. « C'était pour les photos », « c'était pour illustrer la campagne » selon Jeanne Beck dans une interview en 2016. « Ils lui  font tronçonner les arbres, labourer de la terre », Jeanne est alors « partout en tracteur ou avec les vaches ».
Jeanne recevra en cadeau un tracteur, des charrues, des taureaux mais également une voiture, des bijoux, un service à porcelaine, etc.
Par méfiance, par peur et par manque d'information, Jeanne Beck ne signera aucun contrat.

### Année de Miss France
Quelques jours après son élection, Jeanne Beck, Miss France 1967 est en voyage officiel au Pérou où elle est reçue par Luis Bedoya Reyes, le maire de la capitale Lima. Durant son règne,  elle voyage dans d'autres pays du continent américain tels que les États-Unis et le Canada, en Europe (Angleterre, Allemagne de l'Est).
Elle fait également de nombreuses représentations dans des galas, foires, etc., partout en France (en métropole et en outre-mer dont la Guadeloupe).
Début mars 1967, elle est présente, avec madame de Fontenay au Salon de l'agriculture et de la machine-outil (SIMA) à Paris. Elle découpe un gâteau à l'effigie du SIMA, puis plante un pommier qu'elle arrose de lait. 
Le 1er mai, Jeanne Beck défile au volant de son tracteur dans les rues de La Châtaigneraie en Vendée. Elle a déjeuné au restaurant Ribault à Saint-Gervais, en Vendée, avec le Comité Miss France, dont monsieur et madame Louis de Fontenay, ses dauphines Béatrice Demiaud (Miss Royan), Carole Judasse (Miss Paris) et Michèle Mouix (Miss Aunis). À cette époque, le comité venait tous les ans apprécier dans ce restaurant le canard challandais (un article avec une photo des convives est paru dans le journal Ouest-France).
Jeanne Beck n'a participé à aucun concours international (Miss Univers, Miss Monde, Miss International, Miss Europe).
Le 31 décembre 1967, Christiane Lillio, Miss Saint-Étienne 1967 est élue Miss France 1968 au casino d'Uriage à Grenoble (Isère) et succède ainsi à Jeanne Beck.

## L'après Miss France
Jeanne Beck n'a jamais voulu abandonner le milieu agricole et ne se tournera pas vers l'univers des Miss. En 2016, elle confie qu'un an de Miss France « c'était bien suffisant ».
Le 13 décembre 1998, le magazine de la rédaction de TF1, Reportages, diffusé après le journal de 13 heures, lui consacre un portrait, ainsi qu'aux anciennes Miss France Christiane Sibellin (1965), Christiane Lillio (1968) et Valérie Claisse (1994). Dans ce reportage réalisé par Tania Faure et Patrick Delporte intitulé Miss France, et après ?, elle évoque son parcours personnel.
À l'initiative de Sylvie Tellier, directrice générale de la Société Miss France, Jeanne est présente lors de l'annonce des 12 Miss demi-finalistes de l'élection de Miss France 2011 se déroulant au  Zénith de Caen (Calvados) et diffusée en direct sur TF1. Elle fait partie des 12 anciennes Miss France, qui annoncent, chacune à tour de rôle, l'une des Miss régionales sélectionnées dans le Top 12. Elle annonce Miss Bretagne, Laury Thilleman, qui sera élue, à la fin de la soirée, Miss France 2011. Le lendemain de l'élection de Miss France 2011, se tient pour la première fois à la salle Wagram à Paris l'élection de Miss Nationale - Geneviève de Fontenay retransmise sur RMC et BFMTV. Le concours a été créé en octobre 2010 à la suite de la démission de Geneviève de Fontenay du comité Miss France en avril de la même année. Cette dernière qui est alors la présidente d'honneur du comité, (Christiane Lillio étant la présidente du comité), téléphone à Jeanne Beck pour lui faire part de sa déception de l'avoir vue participer, la veille, à l'élection de Miss France, évoquant une « trahison ».
En décembre 2016, 50 ans après son élection de Miss France Jeanne Beck est interviewée dans La Renaissance et revient sur son règne. Elle affirme qu'« à l'époque » où elle était Miss France « les filles n'osaient pas dire que leurs parents étaient paysans, ce n'était pas très bien vu. Après mon élection les femmes de l'agriculture se sont senties flattées ». Elle pense que c'est « pour cela qu'elle a été très sollicitée et médiatisée ». Selon elle, « c'est à partir de son année que l'élection a pris son essor dans les campagnes », affirmant qu'elle « a reçu des centaines de lettres de jeunes filles qui s'identifiaient à (elle) bien plus qu'aux mannequins ».
Actuellement, Jeanne Beck dirige un B&B '"La Beufferie", à Mandeville-en-Bessin  en Normandie.